# 高空特種勤務中隊

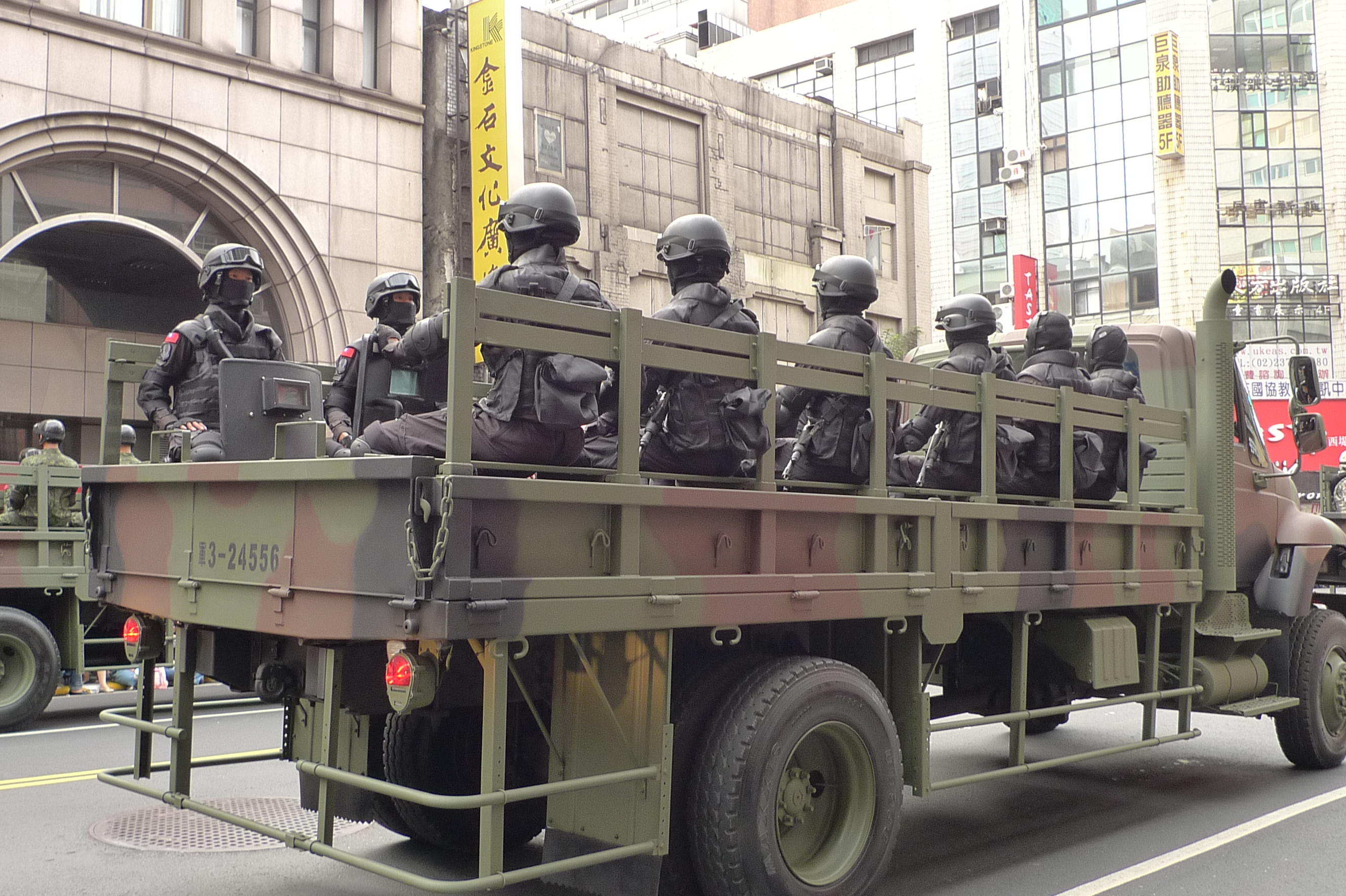
高空特種勤務中隊の隊員

高空特種勤務中隊(こうくうとくしゅきんむちゅうたい、英語：Airborne Special Service Company：ASSC)は、中華民国陸軍の特殊部隊。陸軍航空特戦指揮部隷下の対テロ特殊部隊であり、台湾中部にて反テロリズム、反破壊活動の治安維持任務にあたる。
隊員は落下傘での降下能力や長時間での潜水能力、寒冷地など過酷な環境での作戦能力、長距離の狙撃能力を持ち、陸海空における交戦能力を持つ。
通称、「涼山特勤隊」「自強中隊」。スローガンは「涼山住著一群鬼，那是涼山特勤隊」（涼山に鬼が住むかい、それは涼山特勤隊）。

## 沿革
1980年、中華民国空降特戦部隊の偵捜中隊と特勤連潜龍排が特種勤務中隊となり、独立した対テロ任務部隊となった。
1984年に始まった黒社会掃討作戦「一清専案」の後、1986年に台東の岩湾監獄にて暴動が発生し、中華民国国防部は憲兵特勤隊、陸戦特勤隊と共に暴動鎮圧にあたらせた。また、このことによって部隊の存在が明らかになり、1991年に正式に「高空特種勤務中隊」となった。
2009年の八八水害の際には、36人の特勤隊隊員が被災地のひとつである小林里で救援活動を行った。

## 装備
インターネット上で、高空特種勤務中隊の隊員が市街戦装備に黒い仮面を顔に被った姿で式典に出た姿が話題となった。
この仮面はケブラー製の防弾マスクであると見られており、同タイプのマスクはNIJ規格においてクラスⅡの防弾性能を有している。また、ボリビアの特殊部隊もこれと同じタイプと思われる仮面を着用して式典に登場した姿が知られている。
- グロック17
- 77式衝鋒槍
- H&K MP5
- 91式歩槍
- M4カービン
- レミントンM870
- M24 SWS
- バレットM82